# Tlemcen
Tlemcen (àrab: تلمسان, Tilimsān; amazic: ⵜⵍⴻⵎⵙⴰⵏ, Tlemsan) és una ciutat d'Algèria, i la capital de la província del mateix nom. Tot i que la forma oficiosa d'aquesta ciutat és Tlemcen, en català també se la pot anomenar Tremissèn, que és com se l'anomenava en català medieval, i també es poden documentar altres formes actuals com ara Tilimsen, Tlemsen o Tlemsan. L'Enciclopèdia de l'Islam diu que el nom consagrat és Tlemcen, encara que potser es podria referir a nivell internacional i no a nivell local o entre els àrabs.

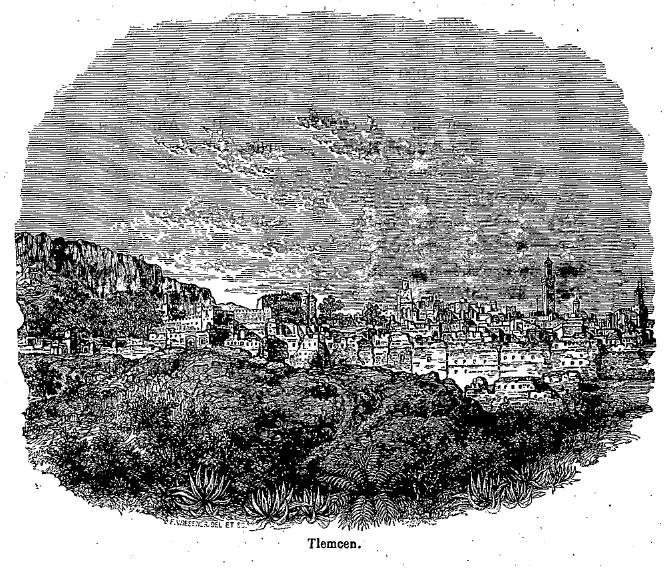
Imatge de Tlemcen en l'època colonial (de Gochet Alexis M).

## Geografia
Amb una població de 126.882 habitants (any 1987), es troba en el centre d'una regió coneguda per les seves plantacions d'oliveres i raïm. La ciutat ha desenvolupat la indústria del cuir, tapissera i tèxtil, que exporta des del port de Rashgun.

## Història
Sota els romans hi va haver a prop de Tlemcen la ciutat de Pomària que vol dir els vergers. Sembla que els vàndals no hi van restar; els bizantins probablement la van deixar en mans dels amazics. Al segle vii hi van arribar els àrabs i li van dir Agadir. Els àrabs van consolidar el seu domini al segle viii.

### Imamat sufrita ifranita de Tlemcen
Les tribus dels Bani Ifran que van emigrar d'Ifríqiya al Magrib central després del 761 sota la direcció d'Abu Kurra (xeic des de vers el 730), van fundar vers el 765 un estat sufrita amb capital a Tlemcen, vila construïda pels emigrants sobre les ruïnes d'una antiga ciutat romana. Abu Kurra va agafar el títol d'imam el 765. El seu domini arribava fins a les muntanyes dels Banu Rashid i fins a Tahert; les tribus que formaven l'estat eren la confederació Banu Ifran i la tribu maghila (associada a la confederació i que era la tribu d'Abu Kurra), però hi donava suport una fracció dels djarawa.
Van lluitar contra el general califal Ibn al-Àixath (765) que va enviar un exèrcit manat per al-Àghlab at-Tamimí; el general es va establir a Tubna a la regió del Zab, i va atacar Tlemcen i després Tànger però fou rebutjat en les dues poblacions; les tribus amazigues sufrites i ibadites van formar aliança sota Abu Kurra i el 767 es van presentar davant de Kairuan; el 768 Abu-Kurra, amb un exèrcit amazic de 40.000 cavallers, va assetjar Tubna.
Després d'això les notícies sobre l'estat de Tlemcen quasi desapareixen. Sembla que va tenir bones relacions amb els rustúmides de Tahert, imamat establert per Abd-ar-Rahman ibn Rústam vers 776/777 o 778/779; aquest imam va enllaçar amb els Banu Ifran per matrimoni (una filla de l'imam de Tlemcen, segurament Abu Kurra, ja que el matrimoni hauria de ser anterior al 765, es va casar amb Abd-ar-Rahman i fou la mare d'Abd-al-Wahhab, el segon imam). Al final del segle viii els Banu Ifran van donar suport al rebel Abu-Kudama Yazid ibn Fandin al-Ifraní, un cosí d'Abd-al-Wahhab de Tahert, fundador de la dissidència nakkarita, revoltat contra l'imam fins que fou mort en combat per Aflah ibn Abd-al-Wahhab vers el 803/804. A la segona meitat del segle viii es van establir a la zona els maghrawa, tribu germana dels Banu Ifran, amb el mateix ancestre.

### Emirat maghrawa de Tlemcen, dinastia Banu Khazar
L'imamat de Tlemcen un temps després de la mort d'Abu Kurra (en data desconeguda) va passar als maghrawa dirigits pel clan dels Banu Khazar. Quan els idríssides sota Idrís I van conquerir Tlemcen a una data que oscil·la segons els historiadors entre el 789 i el 791, governava la ciutat Muhàmmad ibn Khazar ibn Sulat, que es va sotmetre a l'imam idríssida i fou mantingut en el poder com a vassall. El govern de Tlemcen/Agadir fou concedit a Sulayman ibn Abd-Al·lah (786-813), el germà d'Idrís I. Molts historiadors pensen que aquesta expedició fou en realitat obra no d'Idrís I, sinó del seu fill Idrís II.

### Emirat idríssida de Tlemcen, dinastia Banu Sulayman
Segons això Idrís II va fer una segona expedició contra els nefzes del territori de Tlemcen (Agadir) vers el 813, i en aquesta ciutat hi va passar un temps i va construir una mesquita. El 815 va confiar el govern d'Agadir (Tlemcen) i la seva regió al seu cosí Muhàmmad ibn Sulayman ibn Abd-Al·lah (813-828), fill de Sulayman ibn Abd-Al·lah i nebot d'Idrís I, i va retornar a Fes.
Els caps maghrawa van exercir l'hegemonia a la regió sota la sobirania dels prínceps idríssides i la confederació dels Banu Ifran va estar supeditada a aquesta hegemonia. Sota els idríssides, els Banu Ifran van esdevenir sunnites.
Els prínceps idríssides de Tlemcen foren:
- Sulayman ibn Abd-Al·lah al-Kàmil 786-813
- Muhàmmad ibn Sulayman 813-828
- Hamdun ibn Idrís 828-850
- Idrís ibn Hamdun 850-vers 880
- Issa ibn Ibrahim vers 880-900
- Àhmad ibn Issa vers 900-903
- Hàssan ibn Issa vers 903-931

### Emirat de Tlemcen, dinastia maghrawa dels Banu Khazar
El 931 els fatimites van enderrocar la dinastia idríssida. Els Banu Khazar, caps dels maghrawa, que acabaven de retornar del desert, es van establir a la zona del Chelif nominalment supeditats als fatimites, i els Banu Ifran formaven una confederació semiindependent de la rodalia de Tlemcen, també nominalment sota els fatimites. Els Banu Ifran no van participar directament a la revolta d'Abu-Yazid Màkhlad ibn Kaydad an-Nukkarí (943-948), conegut com l'home de l'ase, però sí que van facilitar els seus contactes amb Còrdova i el pas d'Ayyub ibn Abi-Yazid cap a l'Àndalus, en missió política a la cort d'Abd-ar-Rahman III. En aquest temps els Banu Ifran tenien per cap a Muhàmmad ibn Sàlih al-Ifraní que després fou assassinat per un cap ifrànida que era fidels dels fatimites, i el va succeir el seu fill Yala ibn Muhàmmad al-Ifraní. Els maghrawes també restaven nominalment lleials als fatimites. La guerra va esclatar entre les dues agrupacions tribals; els Maghrawa mantenien la dependència nominal del califat fatimita, mentre el nou emir dels Banu Ifran, Yala, es va declarar pel califa omeia de Còrdova. Els maghrawes tenien com a cap al xeic Muhàmmad ibn Khazar (que lògicament no era el mateix Muhàmmad que governava vers el 790 però si de la mateixa nissaga).
No obstant a mesura que la rebel·lió nakkaria obtenia èxits, Muhàmmad ibn Khazar l'emir maghrawa, va mirar de treure partit de la revolta per a la seva agrupació; el 944/945 un exèrcit del califa omeia de Còrdova, manat pel general d'origen amazic Hamid ibn Yasal, fou enviat al Magreb central; els Maghrawa llavors es van apoderar de Tlemcen i manats per fill gran de Muhàmmad, al-Khayr ibn Muhàmmad ibn Khazar az-Zanatí, amb el suport del seu germà Hamza ibn Muhàmmad, i d'un germà de Muhàmmad, Abd-Al·lah ibn Khazar, van atacar Tahert (Tiaret) i Biskra ciutats on els fatimites tenien guarnició, que en un primer atac no van poder ocupar. En un segon atac, amb participació directe de les forces omeies, les dues ciutats van caure a les seves mans. Després de la derrota nukkarita a Makkara o Mordj Magra (14 de desembre del 946) va suposar quasi el final de la revolta que encara es van mantenir uns mesos fins que es va acabar el 18 d'agost de 947 amb la mort del cap rebel i els fatimites es van dirigir contra els maghrawes. Muhàmmad ibn Khazar es va sotmetre al califa fatimita (947). Les fonts no són clares sobre què va passar després però sembla que aviat va trair al califa fatimita.

#### Fundació de l'emirat de Fakkan
Vers 949/950 Yala ibn Muhàmmad al-Ifraní va fundar la vila de Fakkan o Afakkan que va esdevenir la seva capital i poc després va conquerir Tahert (Tiaret) amb el suport de l'emir dels maghrawes. El 951/952 Mabad ibn Khazar, un membre del clan governant dels maghrawes (germà de l'emir Muhàmmad ibn Khazar) que havia estat un seguidor de primera hora les doctrines nukkarites, fou fet presoner pels fatimites i executat.
En una data que varia segons les fonts, el 951/952 o 953/954, Muhàmmad ibn Khazar es va sotmetre altre cop als fatimites i sembla que ja no va tornar al partit omeia. El 954/955 Yala dels Banu Ifran, principal cap del partit dels omeies, va conquerir per assalt als fatimites la ciutat d'Orà, que fou destruïda i aviat va dominar tot el territori entre Tahert i Tànger. Així els Banu Ifran van exercir l'hegemonia sobre totes les tribus zenates i una part dels maghrawes foren els seus aliats.
El 955/956 Yala va rebre un diploma de la cort omeia de Còrdova que el nomenava governador del país dels zenates, del Magrib central i de Tlemcen. A petició seva el califa cordovès li va donar el govern de Fes a Muhàmmad ibn al-Khayr ibn Muhàmmad, que era el fill gran del maghrawa al-Khayr ibn Muhàmmad ibn Khazar az-Zanatí (al-Khayr havia governat el país de Laghouat i mai va compartir la política profatimita del seu pare -encara que temporalment el 947 va acceptar la submissió- i quan aquest es va sotmetre al califa d'Ifríqiya vers el 952/953 va restar fidel als omeies). Muhàmmad ibn al-Khayr va obtenir del califa omeia el permís per anar a fer la guerra a l'Àndalus (vers 956/957) i va deixar com a lloctinent a Fes al seu cosí Ahmad ibn Bakr.

#### Retorn de la dinastia maghrawa dels Banu Khazar
El 958 l'exèrcit fatimita dirigit per Jàwhar as-Siqil·lí va conquerir el Magrib central i va ocupar Fakkan que fou devastada. Yala va morir a la lluita. Després de la victoriosa campanya fatimita l'emir maghrawa Muhàmmad ibn Khazar al-Zanati (que hauria recuperat Tlemcen) va visitar al califa fatimita a Kairuan, on va morir el 961/962 amb més de cent anys.
El va succeir el seu net Muhàmmad ibn al-Khayr ibn Muhàmmad, governador de Fes en nom del califa omeia Còrdova. Muhàmmad ibn al-Khayr que era a l'Àndalus, va retornar al Magreb occidental (que entremig havia caigut quasi tot en mans fatimites) i al front dels maghrawes i aliat als Banu Ifran i a les altres tribus zenates, va iniciar la guerra contra els fatimites atacant les seves posicions al Magreb central. Els fatimites el 962 havien progressat cap al Magreb occidental i els omeies només conservaven Ceuta i Tànger, però mercès a l'acció de Muhàmmad els fatimites van haver de retrocedir cap a l'est. Muhàmmad es va apoderar del Magreb central incloent Tlemcen i va crear un gran estat Maghrawa sota protectorat omeia; aquest estat va durant uns 15 anys, tenint un primer entrebanc quan el governador fatimita d'Ifríqiya, Ziri ibn Manad, del gran grup amazic sanhadja, hostil als zenetes en general i especialment als maghrawes, va rebre orde d'aturar l'expansió d'aquests i apoderar-se dels seus territoris. Va reunir un exèrcit (971) i la primera batalla es va lliurar el 15 de febrer del 971 probablement molt prop de Tlemcen, i els maghrawes i aliats zenates van ser derrotats de manera decisiva. Muhàmmad es va suïcidar i altres disset emirs maghrawes i zenates van quedar morts sobre el camp de batalla. Però els maghrawes es van reagrupar sota al-Khayr ibn Muhàmmad ibn al-Khayr, el fill de l'emir que s'havia suïcidat, i van poder formar aliança amb Djafar ibn Ali ibn Hamdun antic governador fatimita del Zab, revoltat; els maghrawes i altres tribus zenetes i Djafar reconeixien tots la sobirania omeia cordovesa; tres mesos més tard foren atacats prop de Tahert, i van infligir una derrota important a l'exèrcit fatimita (zírida). Entre el 971 i el 980 (la data exacta no se sap, però probablement vers 975) al-Khayr va poder reconquerir als fatimites la ciutat de Tlemcen. Djafar que havia esdevingut comandant en cap de les forces col·ligades, fou nomenat governador omeia del Magreb (vers 975/976), però al cap d'un temps van haver d'evacuar el Magreb central davant l'ofensiva fatimita del 979 dirigida per Bulugguín ibn Ziri, governador fatimita de l'Ifríqiya. Els maghrawa i els seus aliats van creuar el Muluya i van entrar al Magreb occidental (Maghrib al-Aksa) que va caure en mans de Bullugin; al-Khayr ibn Muhàmmad ibn al-Khayr fou derrotat i fet presoner a Sigilmasa (979) i fou executat poc després, però les tribus derrotades van poder arribar a la zona costanera de Ceuta i Tànger que restaven en mans dels omeies; els fatimites/zírides es van apoderar de Fes i Sigilmasa. Quan les forces de Buluggin van abandonar el Magreb occidental, i havent mort el cap maghrawa al-Khayr ibn Muhàmmad ibn al-Khayr, l'hegemonia dels zanates va retornar als Banu Ifran (986/987).
El cap d'aquests, Yala ibn Muhàmmad al-Ifraní, va morir com s'ha dit en la lluita contra els fatimites manats pel general Jàwhar as-Siqil·lí el 958/959 i el seu fill Yaddu va fugir inicialment al Sàhara; després va retornar al Magreb central (962-971) i fou un dels caps zenates que van lluitar contra els fatimites (971-979) aliats als maghrawa i a Djafar ibn Ali ibn Hamdun (nomenat governador omeia del Magrib des de 975/976) i va arribar a ser considerat el cap zanata més influent; en l'ofensiva fatimita/zírida del 979 Yaddu ibn Yala va haver de fugir altre cop sense poder retornar fins que Buluggin va abandonar el Magreb occidental i llavors Yaddu s'hi va establir i el 986/987 va rebre el nomenament com a governador del califa cordovès amb seu a Fes, que fins aleshores era domini dels maghrawa.
Però al cap d'un temps el govern omeia, per evitar un poder massa gran de Yaddu, va començar a afavorir a un dels caps maghrawes de nom Ziri ibn Atiyya i la vella rivalitat entre Maghrawa i Banu Ifran va renéixer.
El 989/990 o 991/992, Ziri ibn Attiya va rebre del califa omeia el govern de Fes. Yaddu es va revoltar. Els omeies i els seus aliats maghrawes es van imposar i Yaddu va acabar havent de fugir al Sàhara on va morir el 993/994. Els seus descendents van establir un emirat a Salé i Tadla. Pocs anys després apareixen els Maghrawa governant a Tlemcen i cal pensar que fou el clan Banu Khazar, els que van dominar la ciutat, des de Fes. Segons Ibn Khaldun, al-Muïzz ibn Ziri (1099-1026) va arrabassar Tlemcen i la seva regió al zírida Nàssir-ad-Dawla Badis ibn al-Mansur i en va confiar el govern a un parent de nom Yala ibn Muhàmmad, fill de l'emir Muhàmmad ibn al-Khayr ibn Muhàmmad II (emir dels maghawes vers 979-986). Yala fou fidel a al-Muïzz; va transmetre als seus descendents el govern de Tlemcen i aquests van viure en pau amb els zírides (i van signar diverses treves amb els hammàdides) i progressivament Tlemcen va esdevenir un estat independent separat de Fes. Després del 1050 governava un emir de nom Bakhtit i Bakhti que va entrar en guerra contra els hammàdides trencant la treva en vigència. Bakhti va nomenar com a visir a un membre de la tribu Banu Ifran de nom Abu Suda que va aplegar a totes les tribus zenetes amb els Maghrawa i Banu Ifran com a principals, i va lliurar diverses batalles. Quan els hilalians (tribus de Zughba i d'Athbadj) van arribar a la zona vers 1054/1055, el príncep Bakhtit (que Ibn Khaldun qualifica en un lloc d'ifranita i en un altre de maghrawa o Banu Khazar) governada a Tlemcen; els hammàdides es van aliar als nou vinguts i van lliurar diversos combats contra els zenetes fins que Abu Suda va morir em combat amb els hilàlides i els seus aliats el 1058. La data de la mort de Bakhti és desconeguda, però se sap que el va succeir el seu fill al-Abbàs ibn Bakhtit. Els Maghrawa i els Banu Ifran es repartien el govern de les tribus zenates al Magreb central, junt amb dues altres tribus, els Wamannu i els Banu Iluman. Durant el regnat d'al-Abbàs ibn Bakhtit van arribar els almoràvits. El 1080/1081 Yússuf ibn Taixfín va enviar un exèrcit format per lamtunes que es va apoderar de Tlemcen. Al-Abbas fou executat junt amb tots els descendents de Yala ibn Muhàmmad i els maghrawes que s'havien refugiat a la ciutat foren exterminats com els almoràvits ja havien fet en altres llocs. Yússuf va fundar la ciutat de Takrat de la fusió de la qual amb la vella Tlemcen (Agadir) va néixer la nova Tlemcen.

### Almoràvits i almohades
Als almoràvits van succeir els almohades el 1145. Abd-al-Munim va destruir la ciutat i les fortificacions però tot seguit va fer rodejar la vila d'una sòlida muralla aquell mateix any.

### Abdalwadites
El regne de Tlemcen va estar dirigit per la dinastia dels abdalwadites amb capital a Tlemcen, i van estar en guerra constant contra els marínides del Marroc, Abu-Zayyan I va aconseguir l'aixecament del setge el 1306 o 1307 (durava des del 1299). Els assetjants van construir a la rodalia un campament quasi ciutat, al-Mansura, de la que encara queden importants restes, a l'oest de la vila; anomenaven a aquesta com Madinat o Ard al-Djidar (la Vila del Mur) en referència al mur que esmenta l'Alcorà (XVIII, 77 i 82)
La primera ocupació marínida es va fer el 1337 i va durar uns deu anys. Altra vegada fou conquerida el 1352 fins que el 1359 Abu-Hammu II, amb suport hàfsida, els va expulsar, però el seu fill Abu-Taixufín II va ocupar el poder amb ajut marínida i s'hi va mantenir poc més que com a vassall, per després donar suport a altres emirs que van arribar al poder no sempre legítimament.
Els abdalwadites van fer aliances amb tothom (marínides, hàfsides, hilàlides, catalans, espanyols de Bugia-Bona-Mers el-Kebir-Orà, o als paixès
 d'Alger. Als espanyols es va haver de pagar tribut algunes vegades; l'emir Abu-Abd-Al·lah V (o Abu-Abd-Al·lah Muhàmmad VII ath-Thabití) (1504-1517) el va pagar 12.000 ducats per any, 12 cavalls i sis falcons.
La dinastia dels Abdalwadites va governar del 1236 al 1550 (319 anys), i cap al final va patir una ocupació espanyola (1543-1544) i la sobirania superior otomana (1544-1550) fins a l'annexió definitiva a l'Imperi Otomà el 1555 quan el darrer emir Al-Hàssan ibn Abi-Muhàmmad (Abu Zayyan IV) fou deposat. Durant el fracassat setge otomà de la ciutat espanyola d'Orà l'estiu de 1556, el soldà sadita Mahàmmad aix-Xaykh, aliat amb els espanyols, va aconseguir capturar Tlemcen als otomans.

## Govern colonial
El 1836 Tlemcen fou ocupada pels francesos però abandonada després del tractat de Tafna de 20 de maig de 1837 entre el general Bugeaud i l'emir Abd el-Kader. Fou reocupada el 1842 i conservada fins al 1962. El 1854 va esdevenir comuna de ple dret i el 1858 cap d'un districte (arrondisement) del departament d'Orà. El 1920 hi vivien 30.000 musulmans, 6.000 jueus i 4.000 europeus. El 1956 es va crear el departament de Tlemcen (capital Tlemcen) amb una superfície de 8.100 km² i població 382.622 habitants (1960). El 1974 amb la nova divisió administrativa va seguir existint i va rebre alguns territoris que abans pertanyien a Ora, quedant amb una superfície de 9.284 km². La nova divisió administrativa del 15 de desembre de 1983 va crear la wilaya de Tlemcen amb una superfície sensiblement similar al departament anterior, i una població el 1987 de 707.453 habitants i el 1998 de 842.053 habitants.	